# Strauzia verbesinae
Strauzia verbesinae är en tvåvingeart som beskrevs av Steyskal 1986. Strauzia verbesinae ingår i släktet Strauzia och familjen borrflugor. Inga underarter finns listade i Catalogue of Life.